# 考波什塞克彻
考波什塞克彻，是匈牙利托尔瑙州所辖的一个村。总面积15.62平方公里，总人口1560，人口密度99.9人/平方公里（2011年1月1日）。